# Église Saint-Clément de Saint-Clément-des-Levées
L'église Saint-Clément est une église située à Saint-Clément-des-Levées, en France.

## Localisation
L'église est située dans le département français de Maine-et-Loire, sur la commune de Saint-Clément-des-Levées.

## Description
Cette église bâtie entre 1844 et 1848  par les chalandoux (nom donné aux mariniers de la Loire en Anjou) est l'œuvre de  l'architecte Joly Letherme. Elle fait face à la Loire, ses 2 tours clochers surmontées par des lanternons servant de phares balises pour les mariniers remontant ou descendant la Loire.

## Historique
L'édifice est inscrit au titre des monuments historiques en 1991. 